# جزيرة كريستوبال
جزيرة كريستوبال (بالإسبانية: Isla San Cristóbal)‏ هي جزيرة تابعة لـ بنما تقع جنوب جزيرة كولون في أرخبيل بوكاس ديل تورو. وتبلغ مساحتها 37 كم². وهي جزيرة أزيلت من معظمها الغابات.